# Уолтер, Марта
Марта Уолтер (англ. Martha Walter; 1875—1976) — американская художница-импрессионист.

## Биография
Родилась 19 марта 1875 года в Филадельфии.
Окончив среднюю школу, изучала искусство в школе прикладного искусства Pennsylvania Museum and School of Industrial Art (ныне это University of the Arts College of Art and Design). Затем в 1895—1898 годах Марта училась в Пенсильванской академии изобразительных искусств в Филадельфии, где одним из её учителей был Уильям Мерритт Чейз.

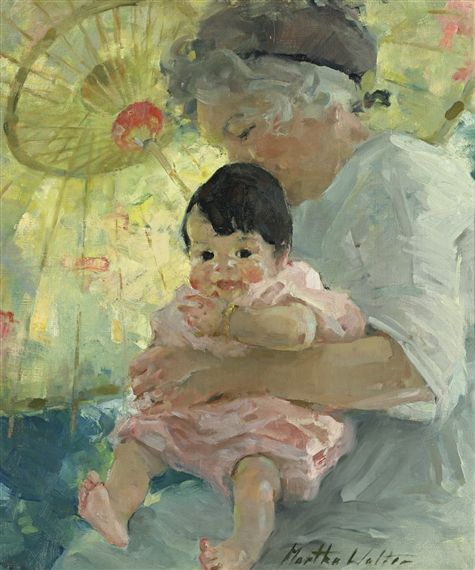
Картина Марты Уолтер Motherhood, 1914 год

В 1902 году она получила приз Toppan Prize и в 1908 году — стипендию Cresson Traveling Scholarship, по которой могла совершить зарубежную поездку. В 1909 году художница выиграла приз Приз Мэри Смит (за лучшую картину жительницы города), который присуждается женщинам-выпускницам Пенсильванской академии.
С помощью стипендии Крессона Марта Уолтер побывала в Испании, Италии, Нидерландах и Франции. Во Франции она училась у Люсьена Симона и René Menard в Академии Гранд-Шомьер. В 1922 году она была представлена на выставке в парижской галерее Galleries George Petit. Правительство Франции купило одну из её работ с названием The Checquered Cape.
В 1930-х годах Уолтер путешествовала по Северной Африке, где рисовала торговые места Туниса, Триполи и Алжира. Вернувшись в США, осела в Новой Англии, создала студию в Глостере, штат Массачусетс, где часто писала пляжные сцены. Преподавала живопись в чейзовской школе New York School of Art (ныне Parsons School of Design) в Нью-Йорке.
Марта Уолтер часто жила с одной из своих сестер. Иногда совершала летние путешествия с американской художницей Alice Schille, с которой познакомилась ещё будучи студенткой академии.
Умерла в январе 1976 года в Глостере, штат Массачусетс, прожив более ста лет. Её собственность в конце 1960-х годов была приобретена филадельфийской галереей David David Gallery.